# Passiflora haematostigma
Passiflora haematostigma är en passionsblomsväxtart som beskrevs av Maxwell Tylden Masters. Passiflora haematostigma ingår i släktet passionsblommor, och familjen passionsblomsväxter. Inga underarter finns listade i Catalogue of Life.

## Bildgalleri

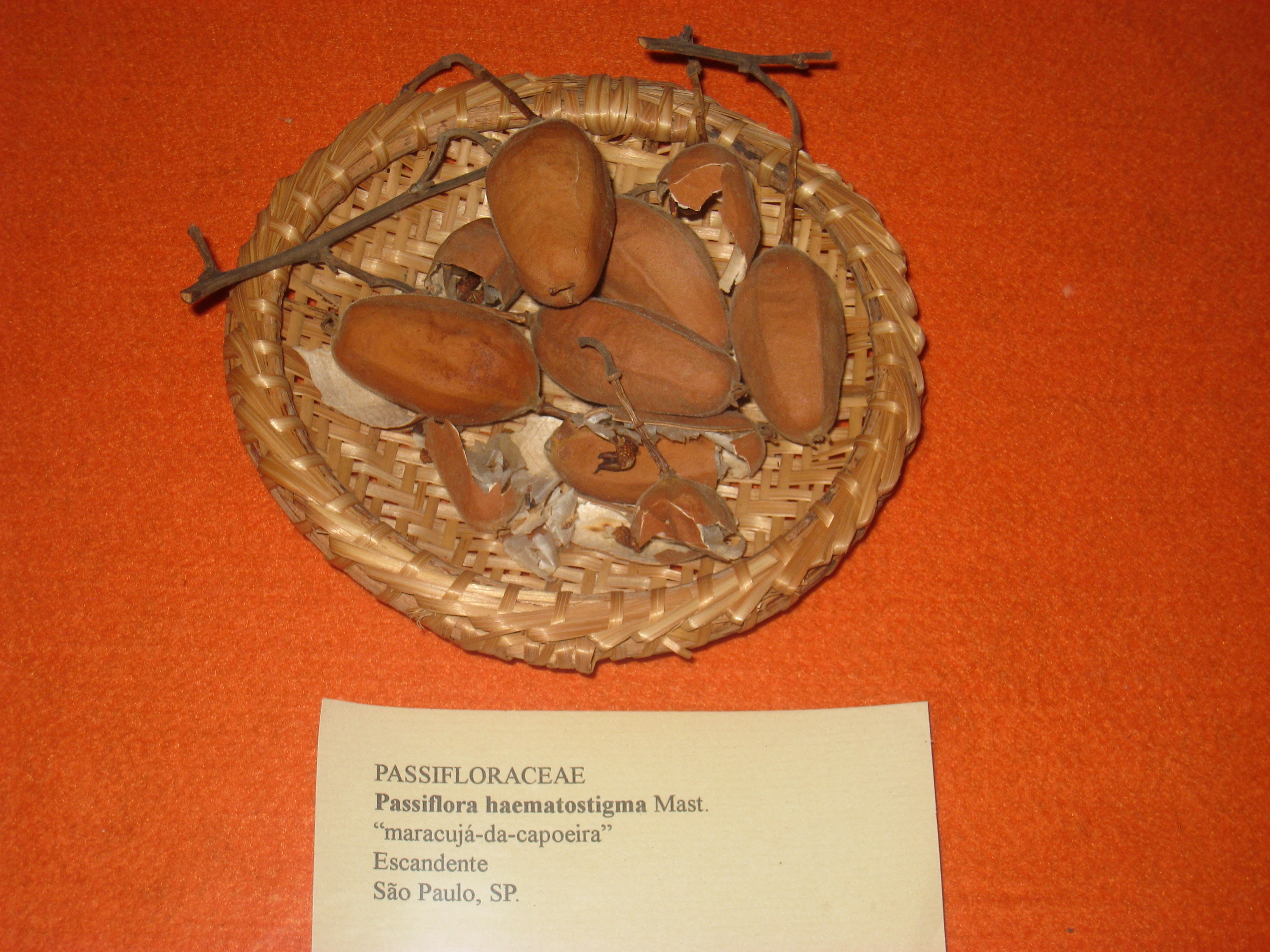
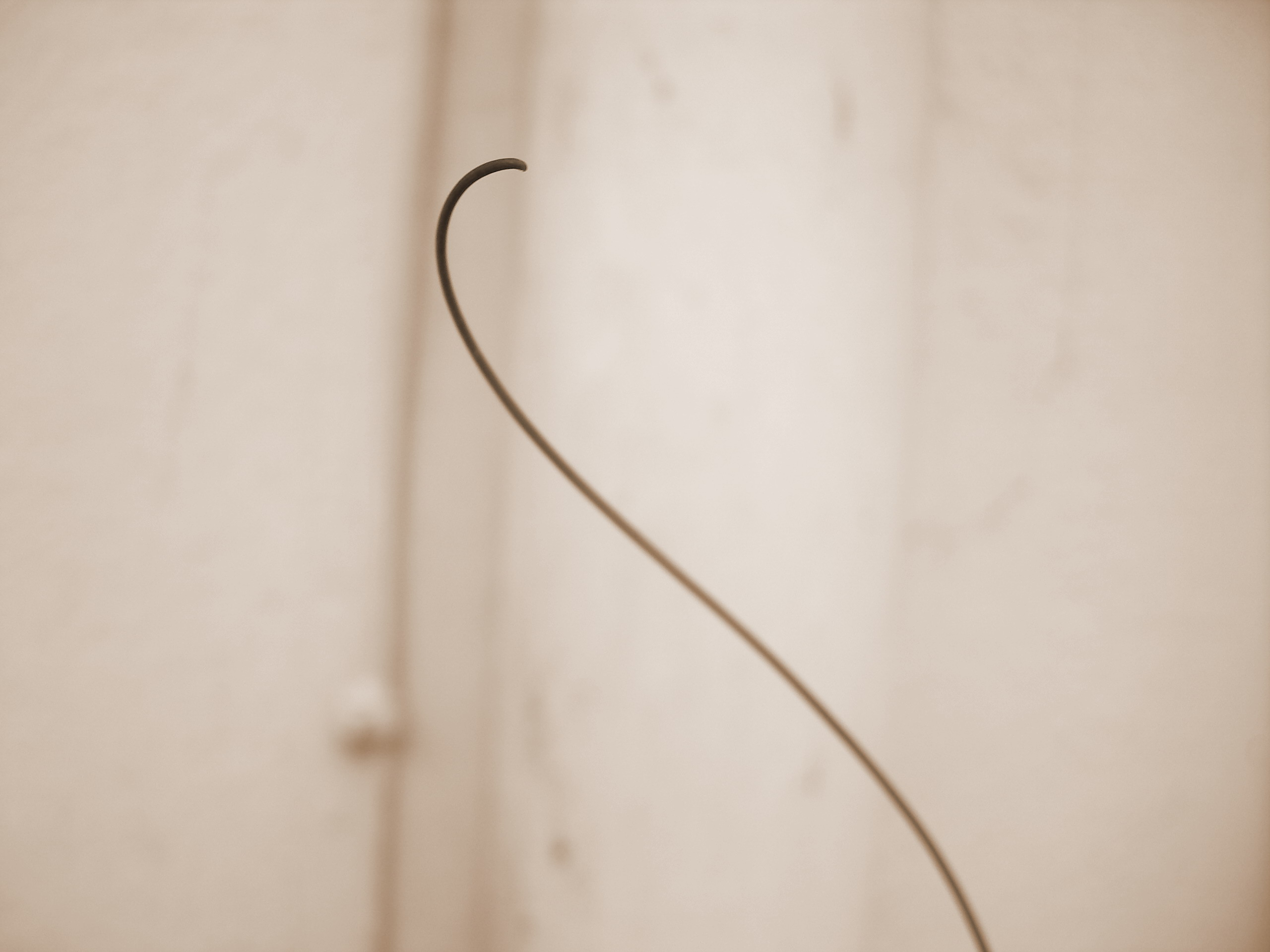